# Bahnstrecke Weiden–Oberkotzau
| | |                                          |                          |
| Streckennummer (DB): | 5050                                                                                               |                                          |                          |
| Kursbuchstrecke (DB): | 855                                                                                                |                                          |                          |
| Kursbuchstrecke: | 425 (1946) 425h (Weiden (Oberpf) – Neustadt (Waldnaab) 1946) 425q (Marktredwitz – Holenbrunn 1946) |                                          |                          |
| Streckenlänge: | 87,020 km                                                                                          |                                          |                          |
| Spurweite: | 1435 mm (Normalspur)                                                                               |                                          |                          |
| Streckenklasse: | D4                                                                                                 |                                          |                          |
| Streckengeschwindigkeit: | 160 km/h                                                                                           |                                          |                          |
| Zugbeeinflussung: | PZB, ZUB122, ZUB262                                                                                |                                          |                          |
| Zweigleisigkeit: | durchgehend                                                                                        |                                          |                          |
| | |                                          |                          |
| \| \| \| von Regensburg Hbf \| \| \| \| \| von Neukirchen \| \| \| \| 0,000 \| Weiden (Oberpf) \| 397 m \| \| \| \| nach Bayreuth Hbf \| \| \| \| \| Bundesstraße 22 \| \| \| \| \| Anschluss Nachtmann \| \| \| \| 5,163 \| Altenstadt (Waldnaab) \| Altenstadt (Waldnaab) \| \| \| 6,040 \| Neustadt (Waldnaab) (Keilbahnhof) \| 406 m \| \| \| \| nach Eslarn \| \| \| \| \| Bundesstraße 15 \| \| \| \| \| Waldnaab (62 m) \| \| \| \| \| Waldnaab (59 m) \| \| \| \| \| Waldnaab (72 m) \| \| \| \| 11,800 \| Lamplmühle \| Lamplmühle \| \| \| \| Bundesautobahn 93 \| \| \| \| \| Waldnaab (90 m) \| \| \| \| \| Waldnaab (47 m) \| \| \| \| 15,340 \| Windischeschenbach \| 425 m \| \| \| \| Waldnaab (43 m) \| \| \| \| \| Waldnaab (30 m) \| \| \| \| \| Waldnaab (51 m) \| \| \| \| \| Fichtelnaab (30 m) \| \| \| \| \| Fichtelnaab (42 m) \| \| \| \| \| von Erbendorf \| \| \| \| 22,851 \| Reuth (b Erbendorf) \| 464 m \| \| \| \| von Friedenfels \| \| \| \| \| Bundesstraße 299 \| \| \| \| \| von Bärnau \| \| \| \| 33,253 \| Wiesau (Oberpf) \| 506 m \| \| \| \| Anschluss ATW Wiesau \| \| \| \| \| nach Cheb \| \| \| \| \| Bundesstraße 303 \| \| \| \| 41,237 \| Pechbrunn (früher Groschlattengrün) \| 556 m \| \| \| \| von Nürnberg Hbf \| \| \| \| 51,069 \| Marktredwitz \| 537 m \| \| \| \| nach Cheb \| \| \| \| 54,226 \| Thölauer Viadukt (161 m) \| Thölauer Viadukt (161 m) \| \| \| \| von Leupoldsdorf \| \| \| \| 58,435 \| Wunsiedel-Holenbrunn (früher Holenbrunn) \| 563 m \| \| \| \| nach Selb \| \| \| \| 62,339 \| Röslau \| 584 m \| \| \| \| Egerviadukt (99 m) \| \| \| \| 69,521 \| Marktleuthen \| 544 m \| \| \| \| von Weißenstadt \| \| \| \| 74,235 \| Kirchenlamitz Ost \| 559 m \| \| \| 80,695 \| Martinlamitz \| 520 m \| \| \| \| Bundesstraße 289 \| \| \| \| \| Lamitz (48 m) \| \| \| \| \| von Bamberg \| \| \| \| \| von Cheb \| \| \| \| 87,020 \| Oberkotzau (Keilbahnhof) \| 485 m \| \| \| \| nach Hof Hbf \| \| \| \| \| \| \| \| Quellen: [1][2] \| \| \| \| | |                                          |                          |
| Strecke | | von Regensburg Hbf                       | von Regensburg Hbf       |
| Abzweig geradeaus und von links | | von Neukirchen                           | von Neukirchen           |
| Bahnhof | 0,000                                                                                              | Weiden (Oberpf)                          | 397 m                    |
| Abzweig geradeaus und nach links | | nach Bayreuth Hbf                        | nach Bayreuth Hbf        |
| | | Bundesstraße 22                          |                          |
| Abzweig geradeaus und von links | | Anschluss Nachtmann                      | Anschluss Nachtmann      |
| Haltepunkt / Haltestelle | 5,163                                                                                              | Altenstadt (Waldnaab)                    | Altenstadt (Waldnaab)    |
| Dienststation / Betriebs- oder Güterbahnhof | 6,040                                                                                              | Neustadt (Waldnaab) (Keilbahnhof)        | 406 m                    |
| Abzweig geradeaus und nach rechts | | nach Eslarn                              | nach Eslarn              |
| Strecke mit Straßenbrücke | | Bundesstraße 15                          | Bundesstraße 15          |
| Brücke über Wasserlauf | | Waldnaab (62 m)                          | Waldnaab (62 m)          |
| Brücke über Wasserlauf | | Waldnaab (59 m)                          | Waldnaab (59 m)          |
| Brücke über Wasserlauf | | Waldnaab (72 m)                          | Waldnaab (72 m)          |
| ehemaliger Haltepunkt / Haltestelle | 11,800                                                                                             | Lamplmühle                               | Lamplmühle               |
| Strecke mit Straßenbrücke | | Bundesautobahn 93                        | Bundesautobahn 93        |
| Brücke über Wasserlauf | | Waldnaab (90 m)                          | Waldnaab (90 m)          |
| Brücke über Wasserlauf | | Waldnaab (47 m)                          | Waldnaab (47 m)          |
| Bahnhof | 15,340                                                                                             | Windischeschenbach                       | 425 m                    |
| Brücke über Wasserlauf | | Waldnaab (43 m)                          | Waldnaab (43 m)          |
| Brücke über Wasserlauf | | Waldnaab (30 m)                          | Waldnaab (30 m)          |
| Brücke über Wasserlauf | | Waldnaab (51 m)                          | Waldnaab (51 m)          |
| Brücke über Wasserlauf | | Fichtelnaab (30 m)                       | Fichtelnaab (30 m)       |
| Brücke über Wasserlauf | | Fichtelnaab (42 m)                       | Fichtelnaab (42 m)       |
| Abzweig geradeaus und ehemals von links | | von Erbendorf                            | von Erbendorf            |
| Bahnhof | 22,851                                                                                             | Reuth (b Erbendorf)                      | 464 m                    |
| Abzweig geradeaus und ehemals nach links | | von Friedenfels                          | von Friedenfels          |
| Strecke mit Straßenbrücke | | Bundesstraße 299                         | Bundesstraße 299         |
| Abzweig geradeaus und ehemals von rechts | | von Bärnau                               | von Bärnau               |
| Bahnhof | 33,253                                                                                             | Wiesau (Oberpf)                          | 506 m                    |
| Abzweig geradeaus und von links | | Anschluss ATW Wiesau                     | Anschluss ATW Wiesau     |
| Abzweig geradeaus und nach rechts | | nach Cheb                                | nach Cheb                |
| Strecke mit Straßenbrücke | | Bundesstraße 303                         | Bundesstraße 303         |
| Bahnhof | 41,237                                                                                             | Pechbrunn (früher Groschlattengrün)      | 556 m                    |
| Abzweig geradeaus und von links | | von Nürnberg Hbf                         | von Nürnberg Hbf         |
| Bahnhof | 51,069                                                                                             | Marktredwitz                             | 537 m                    |
| Abzweig geradeaus und nach rechts | | nach Cheb                                | nach Cheb                |
| Brücke über Wasserlauf | 54,226                                                                                             | Thölauer Viadukt (161 m)                 | Thölauer Viadukt (161 m) |
| Abzweig geradeaus und ehemals von links | | von Leupoldsdorf                         | von Leupoldsdorf         |
| Bahnhof | 58,435                                                                                             | Wunsiedel-Holenbrunn (früher Holenbrunn) | 563 m                    |
| Abzweig geradeaus und ehemals nach rechts | | nach Selb                                | nach Selb                |
| Haltepunkt / Haltestelle | 62,339                                                                                             | Röslau                                   | 584 m                    |
| Brücke über Wasserlauf | | Egerviadukt (99 m)                       | Egerviadukt (99 m)       |
| Bahnhof | 69,521                                                                                             | Marktleuthen                             | 544 m                    |
| Abzweig geradeaus und ehemals von links | | von Weißenstadt                          | von Weißenstadt          |
| Haltepunkt / Haltestelle | 74,235                                                                                             | Kirchenlamitz Ost                        | 559 m                    |
| Haltepunkt / Haltestelle | 80,695                                                                                             | Martinlamitz                             | 520 m                    |
| | | Bundesstraße 289                         |                          |
| Brücke über Wasserlauf | | Lamitz (48 m)                            | Lamitz (48 m)            |
| Abzweig geradeaus und von links | | von Bamberg                              | von Bamberg              |
| Abzweig geradeaus und von rechts | | von Cheb                                 | von Cheb                 |
| Bahnhof | 87,020                                                                                             | Oberkotzau (Keilbahnhof)                 | 485 m                    |
| Strecke | | nach Hof Hbf                             | nach Hof Hbf             |
| | |                                          |                          |
| Quellen: | |                                          |                          |

Die Bahnstrecke Weiden–Oberkotzau ist eine zweigleisige, nicht elektrifizierte Hauptbahn in Bayern. Sie schließt in Weiden in der Oberpfalz an die Bahnstrecke Regensburg–Weiden an und führt über Marktredwitz nach Oberkotzau, wo sie in die Bahnstrecke Bamberg–Hof einmündet. Die Strecke ist Teil einer überregionalen Fernverbindung von München nach Hof und weiter nach Leipzig und Dresden.

## Geschichte
Die Strecke wurde in mehreren Teilabschnitten von 1864 bis 1882 eröffnet.
Der Abschnitt zwischen Weiden und Wiesau wurde am 15. August 1864 als Teil der Strecke Weiden–Mitterteich (Abschnitt Wiesau–Mitterteich später Teil der heute stillgelegten Bahnstrecke Wiesau–Cheb), gebaut und, bis zur Verstaatlichung 1876, betrieben von der AG der Bayerischen Ostbahnen, dem Verkehr übergeben.
Als Teil der Fichtelgebirgsbahn errichteten die Königlich Bayerischen Staats-Eisenbahnen den Abschnitt Marktredwitz–Oberkotzau als Verbindung der Bahnstrecke Nürnberg–Cheb mit der Bahnstrecke Bamberg–Hof. Die Strecke Oberkotzau–Holenbrunn wurde am 15. August 1877, der Abschnitt Marktredwitz–Holenbrunn der Strecke Schnabelwaid–Holenbrunn am 15. Mai 1878 in Betrieb genommen. Am 1. Juni 1882 wurde als letzter Abschnitt zwischen Weiden und Oberkotzau die direkte Verbindung zwischen Wiesau und Marktredwitz eröffnet.

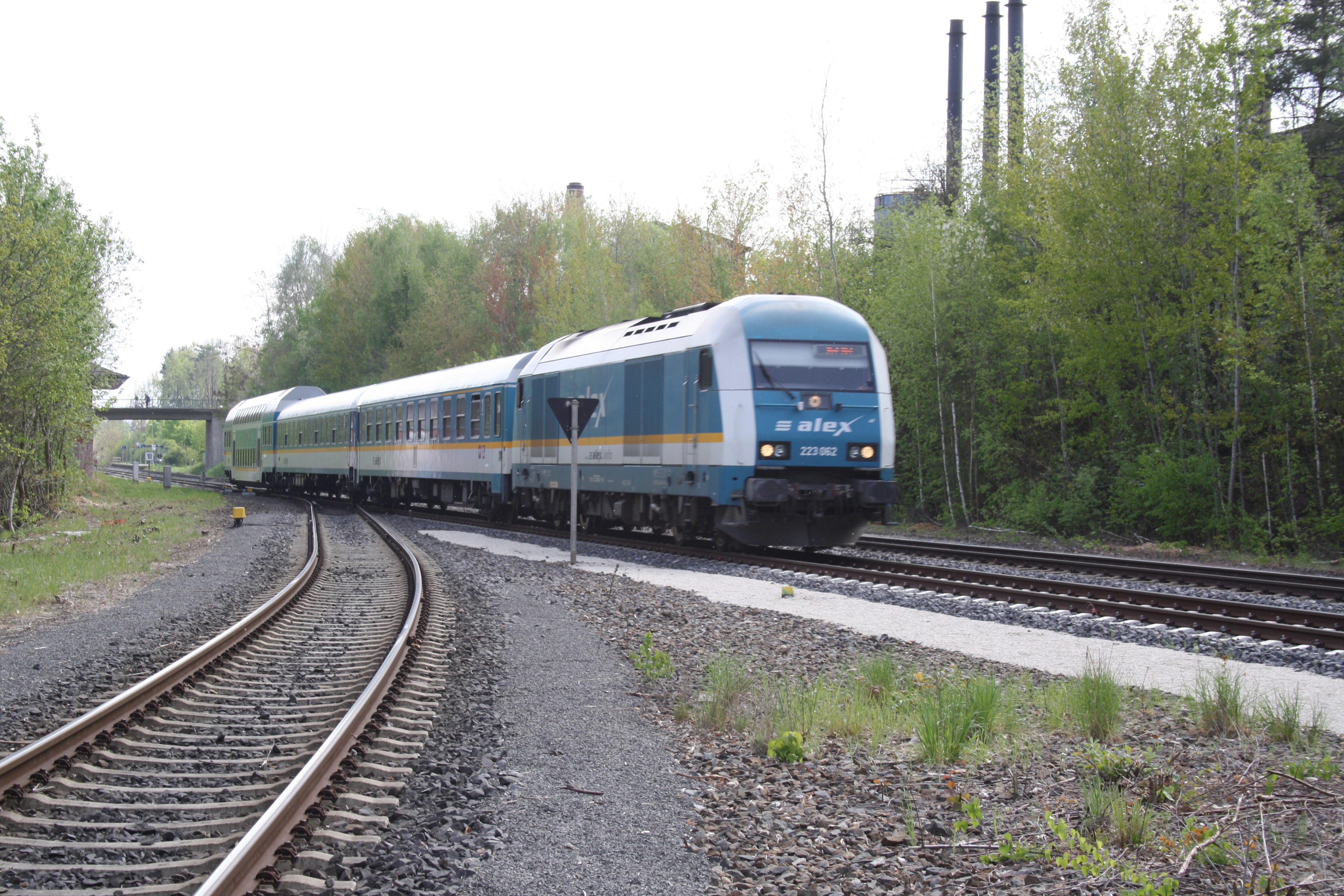
ALEX von München nach Hof am Abzweig der Bahnstrecke Neustadt (Waldnaab)–Eslarn im Bahnhof Neustadt (Waldnaab) (2019)

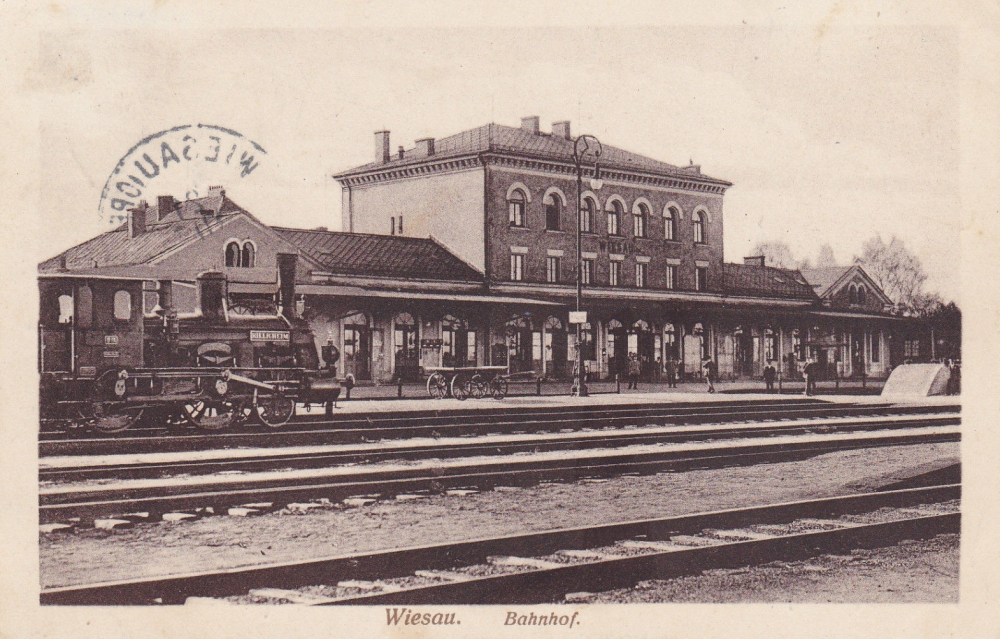
Bahnhof Wiesau um 1900

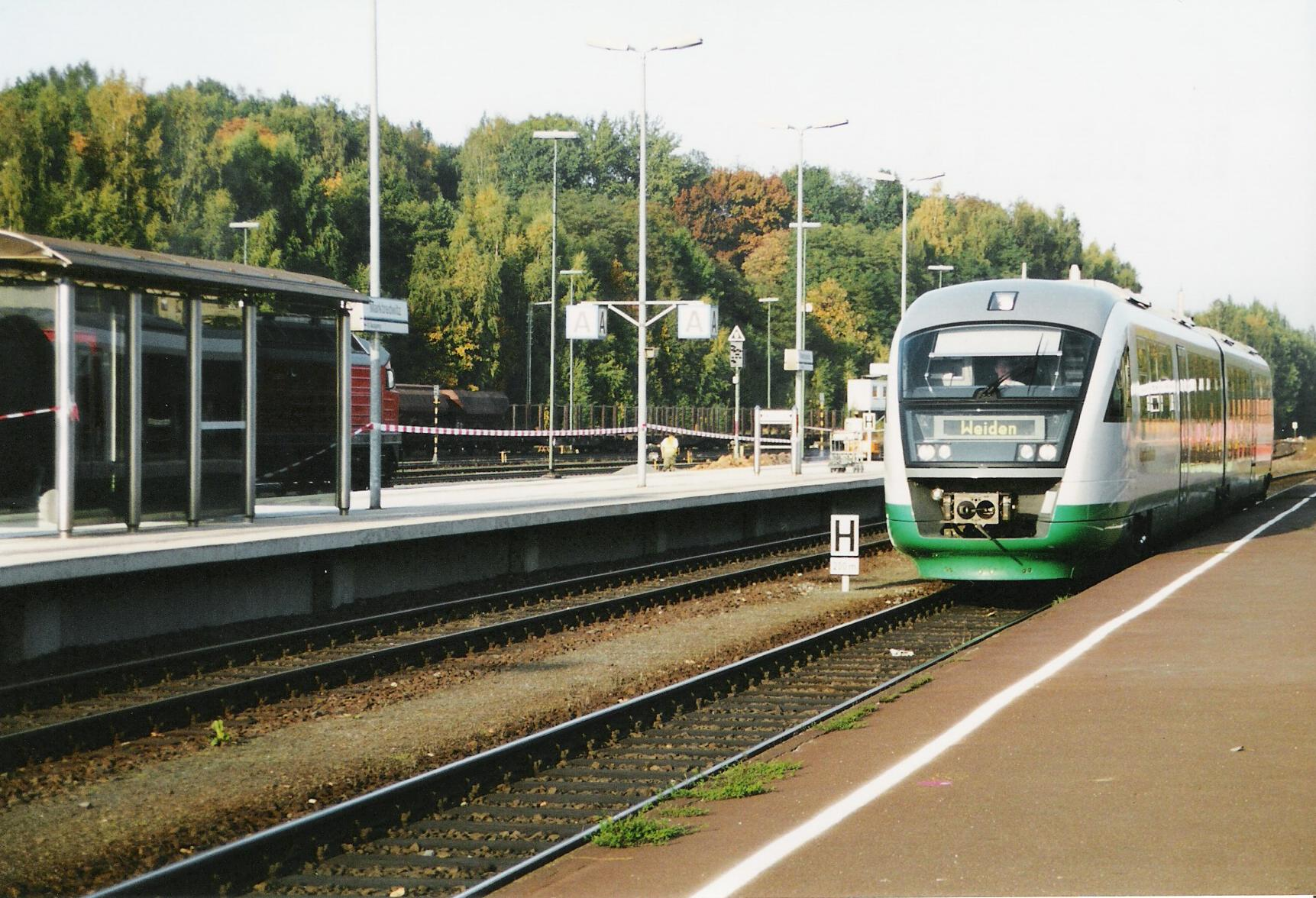
Desiro der Vogtlandbahn im Bahnhof Marktredwitz (2001)

Bis um 1900 war die Strecke eingleisig. Der Ausbau auf zwei Gleise bereitete im – auf dem Gebiet der Ortschaft Pechbrunn gelegenen – Bahnhof Groschlattengrün Probleme. Er lag unmittelbar am örtlichen Basaltwerk, das nicht versetzt werden konnte. Am 30. und 31. Oktober 1900 wurde daher das Empfangsgebäude von seinem Fundament abgetrennt, um vier Zentimeter angehoben und um zehn Meter verschoben. Während dieser Aktion ging der Betrieb, auch im Gebäude, ohne nennenswerte Unterbrechungen weiter.
Am 9. Juli 1939 kam es zu einem schweren Eisenbahnunfall in der südlichen Bahnhofseinfahrt von Marktredwitz. Der D 25 von München Hbf nach Berlin Anhalter Bf fuhr bei der Drei-Bögen-Brücke auf stehende Güterwagen auf, die von einem vorausfahrenden Güterzug abgetrennt worden waren. Die beiden Lokomotiven des Schnellzugs, die preußischen P 8 38 2145 und 38 2401, sowie die ersten Wagen des Zugs entgleisten und stürzten von der Brücke.

### Ausblick
Der 35,9 Kilometer lange nördliche Abschnitt Marktredwitz–Oberkotzau soll als Teil der Franken-Sachsen-Magistrale, die im aktuellen Bundesverkehrswegeplan als Projekt Nr. 14 (ABS Nürnberg – Marktredwitz – Hof / Grenze D/CZ (– Prag)) als „Neues Vorhaben“ im Abschnitt „Vordringlicher Bedarf“ aufgeführt ist, elektrifiziert werden. Der Streckenabschnitt von Weiden bis Marktredwitz soll dagegen zusammen mit der südlichen Anschlussstrecke Regensburg–Weiden als Teil des Ostkorridors Süd, der im aktuellen Bundesverkehrswegeplan als Projekt Nr. 16 (ABS Hof – Marktredwitz – Regensburg – Obertraubling) als „Neues Vorhaben“ im Abschnitt „Vordringlicher Bedarf – Priorität Engpassbeseitigung“ aufgeführt ist, elektrifiziert werden.  Die Vorplanung des Elektrifizierungsprojekts im Abschnitt Weiden–Marktredwitz war im März 2025 abgeschlossen.
Der „Ostkorridor Süd“ (TEN-Kernnetzkorridor Skandinavien–Mittelmeer) ist eines von 13 Infrastrukturprojekten des Deutschlandtakts, die laut dem im November 2021 vorgelegten Koalitionsvertrag der rot-grün-gelben Bundesregierung „beschleunigt auf den Weg“ gebracht und „mit hoher politischer Priorität“ umgesetzt werden sollen.

## Streckenbeschreibung
Von Weiden führt die Strecke an Wald- und Fichtelnaab entlang über Neustadt an der Waldnaab, Windischeschenbach, Reuth bei Erbendorf nach Wiesau, umfährt den Steinwald auf seiner Ostseite und mündet zusammen mit der Bahnstrecke von Nürnberg von Westen her im Bahnhof von Marktredwitz. Zwischen Weiden und Marktredwitz zweigten von der Strecke vier Nebenbahnen ab: im Keilbahnhof von Neustadt die Strecke nach Eslarn, in Reuth die Strecke nach Erbendorf und in Wiesau die Strecken von Bärnau und nach Eger über Waldsassen. In Reuth begann zudem eine Feldbahnstrecke mit einer Spurweite von 600 mm, die zum ca. sechs Kilometer entfernten Ort Friedenfels führte (siehe Bahnstrecke Reuth–Friedenfels).
Von Marktredwitz aus zweigt die Strecke von jener nach Schirnding und Eger ab und führt über die Orte Holenbrunn, Röslau sowie Marktleuthen gen Norden und durchquert auf dem weiteren Weg nach Hof den östlichen Ausläufer des Fichtelgebirges. Ab Fattigau verläuft die Strecke parallel zur Saale und zur Bahnstrecke von Bamberg und mündet im Bahnhof Oberkotzau in diese ein.

## Verkehr und Fahrzeugeinsatz
Bis zum Ende des Zweiten Weltkrieges war die Strecke Teil der bedeutendsten Fernverbindung im Süden Deutschlands zwischen München, Dresden und Breslau. Im Sommerfahrplan 1939 verkehrten insgesamt elf Schnellzüge über die Strecke. Neben Schnellzügen in der Relation von München nach Dresden, Breslau und weiter ins oberschlesische Beuthen verkehrten auch Fernzüge in den Relationen Wien–Leipzig–Hamburg, Berchtesgaden–Berlin/Dresden und Rom–München–Leipzig–Berlin.
Die Regionalbahn-Leistungen auf der Gesamtstrecke wurden von der Oberpfalzbahn der Vogtlandbahn mit Dieseltriebwagen vom Typ Desiro erbracht. Die Regionalbahn-Leistungen auf dem Streckenabschnitt Marktredwitz–Hof wurden als Teil des von der Bayerischen Eisenbahngesellschaft am 8. Februar 2008 ausgeschriebenen „Dieselnetz Oberfranken“ neu vergeben.
Im Dezember 2012 übernahm die agilis den Regionalverkehr. Es sollte ein verbessertes Betriebsangebot, u. a. eine durchgehende RB-Linie Hof–Marktredwitz geben.